# 蒼白海豬魚
蒼白海豬魚，為輻鰭魚綱鱸形目隆頭魚亞目隆頭魚科的其中一種，分布於太平洋區，從印尼東部至帛琉、萊恩群島海域，棲息深度30-74公尺，體長可達10公分，棲息在陡峭的礁石區海域，屬肉食性，生活習性不明。